# Sillé-le-Guillaume
Sillé-le-Guillaume é uma comuna francesa na região administrativa do País do Loire, no departamento de Sarthe. Estende-se por uma área de 12.90 km². Em 2010 a comuna tinha 2 355 habitantes (densidade: 182,6 hab./km²).